# ليه جيبس
ليه جيبس (بالإنجليزية: Les Gibbs)‏ هو لاعب كرة قدم أسترالية أسترالي، ولد في 10 أغسطس 1918، وتوفي في 10 أبريل 1976.

## وصلات خارجية
- ليه جيبس على موقع AustralianFootball.com (الإنجليزية)
- ليه جيبس على موقع AFLtables.com (الإنجليزية)